# Pallastica meloui
Pallastica meloui is een vlinder uit de familie spinners (Lasiocampidae). De wetenschappelijke naam van deze soort is voor het eerst geldig gepubliceerd in 1909 door Riel.
De soort komt voor in tropisch Afrika.